# باشگاه فوتبال برقچی
باشگاه فوتبال برقچی حصار که قبلاً به عنوان برقی تاجیک حصار (شناخته شده به تاجیکی: Дастаи Футболи Барқи Тоҷик) باشگاه فوتبال مستقر در حصار در تاجیکستان است. آنها در حال حاضر در لیگ برتر کشور بازی می‌کنند، و قبلاً در لیگ دوم شوروی بازی می‌کردند.

## تاریخچه
قبل از فصل تاجیکستان ۲۰۱۵، انرژی دوشنبه به برقچی تاجیک تغییر نام داد.

### نام‌ها
| سال       | نام             |
| --------- | --------------- |
| ۲۰۰۶–۲۰۱۴ | انرژی دوشنبه    |
| ۲۰۱۵      | برقی تاجیک حصار |
| ۲۰۱۶-     | برقچی حصار      |

## مدیران
- آراز نظروف
- هادی برگی‌زر (۲۰۱۱–اکنون)